# 정화 (북송)
정화(政和, 1111년 ~ 1118년 10월)는 북송 휘종(徽宗) 조길(趙佶)의 네번째 연호이다. 7년 10개월 가량 사용하였다.

## 개원
- 대관(大觀) 4년 11월 3일[1](1110년 12월 15일)에 연호를 정화(政和)로 정하고, 다음 해 1월 1일[2](1111년 2월 10일)에 개원함.[3][4][5][6]

- 정화(政和) 8년 11월 1일[7](1118년 12월 15일)에 연호를 중화(重和)로 개원함.[8][9][5][6]

## 연대 대조표
| 정화       | 원년            | 2년        | 3년        | 4년        | 5년             | 6년        | 7년             | 8년        |
| 서기(西紀) | 1111년          | 1112년     | 1113년     | 1114년     | 1115년          | 1116년     | 1117년          | 1118년     |
| 간지(干支) | 신묘(辛卯)      | 임진(壬辰) | 계사(癸巳) | 갑오(甲午) | 을미(乙未)      | 병신(丙申) | 정유(丁酉)      | 무술(戊戌) |
| 요(遼)     | 천경(天慶) 원년 | 2년        | 3년        | 4년        | 5년             | 6년        | 7년             | 8년        |
| 금(金)     | -               | -          | -          | -          | 수국(收國) 원년 | 2년        | 천보(天輔) 원년 | 2년        |

## 동시대 연호

### 중국
요(遼)
- 천경(天慶) (1111년 ~ 1120년)

금(金)
- 수국(收國) (1115년 ~ 1116년)
- 천보(天輔) (1117년 ~ 1123년)

서하(西夏)
- 정관(貞觀) (1101년 ~ 1113년)
- 옹녕(雍寧) (1114년 ~ 1118년)

대리국(大理國)
- 문치(文治) (1110년 ~ 1121년)

### 베트남
- 호이뜨엉다이카인(會祥大慶) (1110년 ~ 1119년)

### 일본
- 덴에이(天永) (1110년 ~ 1113년)
- 에이큐(永久) (1113년 ~ 1118년)
- 겐에이(元永) (1118년 ~ 1120년)

## 같이 보기
- 중국의 연호 목록